# Crocidura dolichura
Crocidura dolichura es una especie de mamífero de la familia Soricidae endémica de África.
Se encuentra en Burundi, Camerún, República Centroafricana, República del Congo, República Democrática del Congo, Guinea Ecuatorial, Gabón, Nigeria y posiblemente también en Ruanda y Uganda.

## Estado de conservación y amenazas
Hay una cierta pérdida de su hábitat en gran parte del territorio dónde se encuentra. A la parte oriental de su área de distribución, los desplazados por la inestabilidad social han establecido asentamientos en el bosque.